# John H. Graham
John Hugh Graham (ur. 1 kwietnia 1835 w Belfast w Irlandii Północnej, zm. 11 lipca 1895 w Brooklynie) – amerykański polityk, członek Partii Demokratycznej.

## Działalność polityczna
W okresie od 4 marca 1893 do 3 marca 1895 przez jedną kadencję był przedstawicielem 5. okręgu wyborczego w stanie Nowy Jork w Izbie Reprezentantów Stanów Zjednoczonych.